# Steve Forrest
Steve Forrest (* 29. September 1925 als William Forrest Andrews in Huntsville, Texas; † 18. Mai 2013 in Thousand Oaks, Kalifornien) war ein US-amerikanischer Schauspieler. In Deutschland ist er vor allem für seine Darstellung des Lieutenant Dan „Hondo“ Harrelson in der Actionserie Die knallharten Fünf bekannt.

## Leben
Forrest begann seine Filmkarriere 1943 mit einer kleinen Nebenrolle in Crash Drive. Er spielte zehn Jahre lang ausschließlich kleine Rollen, zumeist ohne Namensnennung im Abspann. Erst 1953 hatte er seinen Durchbruch mit der Rolle als Dirk DeJong in Ein Herz aus Gold von Robert Wise. Für diesen Film wurde er als Most Promising Newcomer mit dem Golden Globe ausgezeichnet. In der Folge verbuchte er größere Rollen in Hollywoodproduktionen, wie in Heißes Pflaster neben Robert Taylor und Janet Leigh und Nachts auf den Boulevards neben Anne Baxter. Ab 1956 begann er häufiger für das Fernsehen zu arbeiten, es folgten Gastrollen in Alfred Hitchcock Presents und Abenteuer im wilden Westen. 1960 spielte er an der Seite von Elvis Presley in dem Western Flammender Stern und 1962 in dem vielfach ausgezeichneten Kriegsdrama Der längste Tag. Darauf folgten weitere Engagements in Fernsehserien, unter anderem in Twilight Zone, Auf der Flucht und Die Leute von der Shiloh Ranch.
1966 wurde er für die Titelrolle der britischen Agentenserie Der Baron verpflichtet, die jedoch bereits nach einem Jahr wieder abgesetzt wurde. Bis Mitte der 1970er Jahre war Forrest weiterhin ein vielgebuchter Gaststar in einigen der populärsten US-amerikanischen Serien. 1975 wurde er für die Hauptrolle als SWAT-Teamleiter in der Serie Die knallharten Fünf engagiert. Forrest arbeitete danach mit wenigen Ausnahmen fast ausschließlich für Fernsehproduktionen, Mitte der 1980er Jahre hatte er eine wiederkehrende Nebenrolle als Wes Parmalee in Dallas. Seinen letzten Filmauftritt hatte er 2003 in einer Cameorolle in der Kinoverfilmung von Die knallharten Fünf mit dem Titel S.W.A.T. – Die Spezialeinheit.
Forrest war der jüngste Bruder des Schauspielers Dana Andrews. Er war seit 1949 verheiratet und hatte drei Kinder.

## Filmografie (Auswahl)

### Spielfilme
- 1943: Crash Dive
- 1953: Sprung auf, marsch, marsch! (Take the High Ground!)
- 1953: Arzt im Zwielicht (Battle Circus)
- 1953: Ein Herz aus Gold (So Big)
- 1953: Du und keine andere (Dream Wife)
- 1954: Heißes Pflaster (Rogue Cop)
- 1954: Der Würger von Paris (Phantom of the Rue Morgue)
- 1955: Mit Leib und Seele (The Long Gray Line)
- 1955: Nachts auf den Boulevards (Bedevilled)
- 1957: The Living Idol
- 1959: Mit mir nicht, meine Herren (It Happened to Jane)
- 1960: Jovanka und die anderen (Jovanka e le altre)
- 1960: Flammender Stern (Flaming Star)
- 1962: Der längste Tag (The Longest Day)
- 1970: Rauhes Land (The Wild Country)
- 1977: Uncas, der letzte Mohikaner (The Last of the Mohicans, Fernsehfilm)
- 1978: The Deerslayer (Fernsehfilm)
- 1981: Meine liebe Rabenmutter (Mommie Dearest)
- 1983: Sahara
- 1985: Spione wie wir (Spies Like Us)
- 1987: Amazonen auf dem Mond oder Warum die Amis den Kanal voll haben (Amazon Women on the Moon)
- 1987: Rauchende Colts: Auf Leben und Tod (Gunsmoke: Return to Dodge, Fernsehfilm)
- 1992: Tödliche Intrigen (Storyville)
- 2003: S.W.A.T. – Die Spezialeinheit (S.W.A.T.)

### Fernsehserien
- 1957: Alfred Hitchcock Presents
- 1963: Die Leute von der Shiloh Ranch (The Virginian)
- 1963: Twilight Zone
- 1965: Auf der Flucht (The Fugitive)
- 1965: Tausend Meilen Staub (Rawhide)
- 1966–1967: Der Baron (The Baron)
- 1967: Bonanza
- 1969: Rauchende Colts (Gunsmoke)
- 1970: High Chaparral (The High Chaparral)
- 1971: Kobra, übernehmen Sie (Mission: Impossible)
- 1973: Die Straßen von San Francisco (The Streets of San Francisco)
- 1974: Cannon
- 1974: Der Sechs-Millionen-Dollar-Mann (The Six Million Dollar Man)
- 1975–1976: Die knallharten Fünf (S.W.A.T.)
- 1978: Fantasy Island (Folge 02x05)
- 1984: Hotel (Folge 01x17)
- 1986: Dallas (15 Folgen)
- 1986–1996: Mord ist ihr Hobby (Murder, She Wrote, 5 Folgen)
- 1991: L.A. Law – Staranwälte, Tricks, Prozesse (L.A. Law)
- 1992: Columbo: Ein Spatz in der Hand (A Bird in the Hand…)
- 1997: Team Knight Rider

## Auszeichnungen
- 1954: Golden Globe für Ein Herz aus Gold
- 1982: Goldene Himbeere für Meine liebe Rabenmutter